# 澳門城市大學
澳門城市大學（葡萄牙語：Universidade da Cidade de Macau），是澳門的綜合型大學，是為一所兩岸四地百強大學。為葡萄牙語大學聯會、葡萄牙大學校長會、國際藝術、設計與媒體院校聯盟、世界旅遊組織、粵港澳高校聯盟、世界翻譯教育聯盟成員。前身為澳門第一所大學東亞大學的研究院和公開學院，現澳門城市大學仍在東亞大學原址區域辦學，由教育家薛壽生博士創辦及擔任首任校長。第二任校長是莊善裕教授，上任校長為張曙光教授，現由劉駿教授擔任校長。

## 歷史
1981年，澳門東亞大學（Universidade da Ásia Oriental）成立。
1988年，由澳門政府主導的澳門基金會收購了東亞大學並改組成為公立大學。1991年，東亞大學改名為澳門大學（Universidade de Macau），原東亞大學理工學院則獨立為公立的澳門理工學院（Instituto Politécnico de Macau）；而東亞大學的研究院和公開學院則合併為東亞公開學院，仍以私營模式運作。
1992年9月，澳門政府通過「亞洲（澳門）國際公開大學章程」，東亞公開學院更名為亞洲（澳門）國際公開大學。

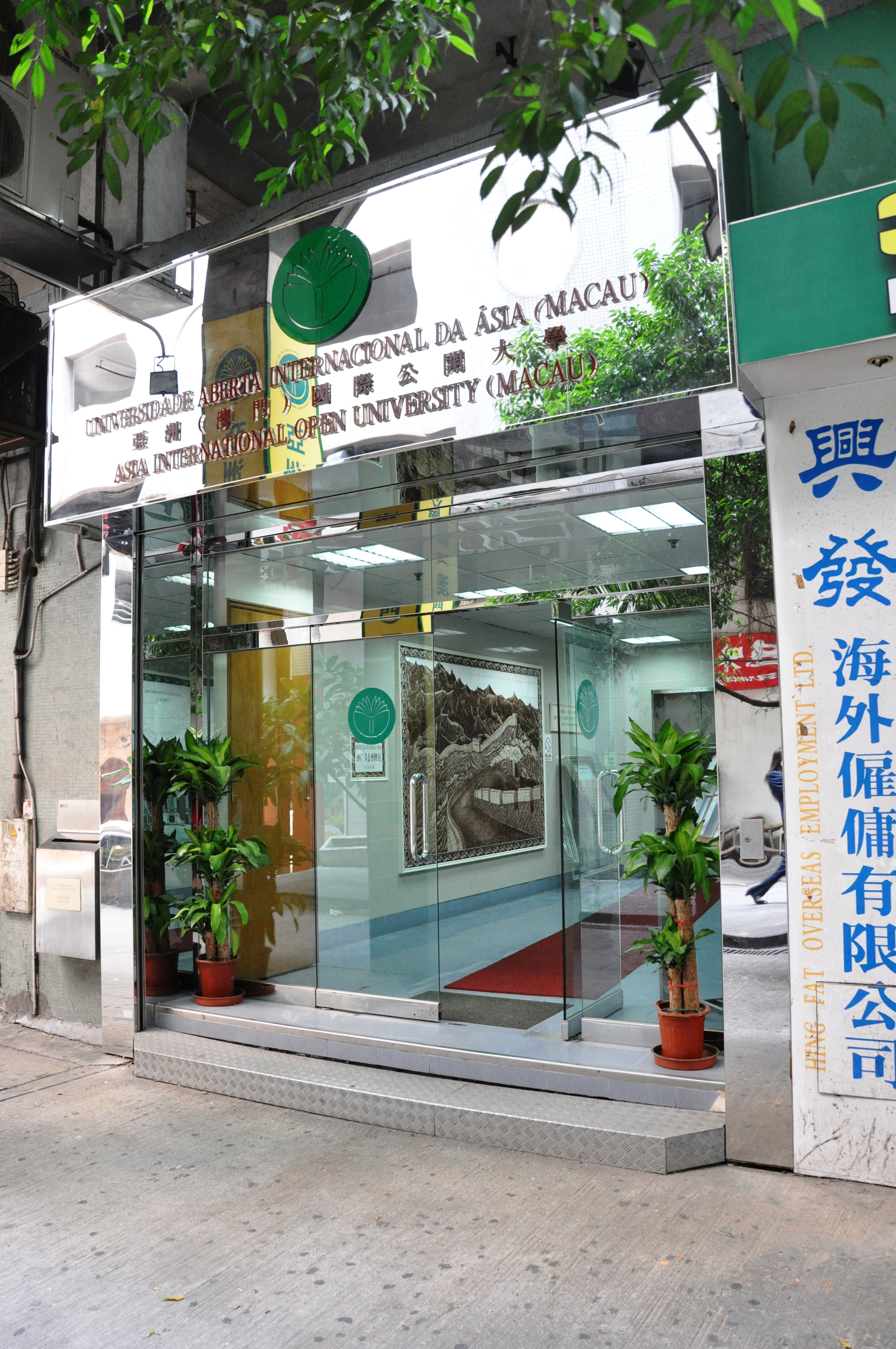
原亞洲（澳門）國際公開大學的校址

2004年起，中華人民共和國教育部批准亞洲（澳門）國際公開大學在中國大陸招收碩士生；而從2005年起，亞洲（澳門）國際公開大學可在中國大陸招收博士生。
2010年，陳明金先生接任亞洲（澳門）國際公開大學行政委員會主席。
2011年，亞洲（澳門）國際公開大學更名為澳門城市大學。
2014年5月，澳門城市大學證實向澳門特區政府申請租用澳門大學舊校園，該校園曾是澳門大學前身東亞大學的一部分，希望在教育發展上獲得政府協助。
2014年8月19日，高等教育輔助辦公室主任蘇朝暉透露，政府擬採取臨時措施，無償租借澳大宿舍予澳門理工學院及旅遊學院兩公立高校，並以月租九十四點九萬元租予私立的澳門城市大學。三院校將於九月新學年進駐使用共四幢宿舍，為期一年。
2015年，校本部遷回東亞大學原址部分區域，包括行政樓、何賢會議中心、王寬誠樓、蔡繼有樓、何鴻燊樓、中葡樓、文化中心、第一座宿舍。

## 校園
目前城市大學共有三個校區，分別是「氹仔校區」、「金龍校區」和「保怡校區」。

| 澳門城市大學校區分佈及地址 | 澳門城市大學校區分佈及地址                       |
| 名稱                       | 地址                                             |
| -------------------------- | ------------------------------------------------ |
| 氹仔校區（校本部）         | 澳門氹仔徐日昇寅公馬路                           |
| 金龍校區                   | 澳門新口岸冼星海大馬路81-121號金龍中心四樓、五樓 |
| 保怡校區                   | 羅理基博士大馬路保怡中心3樓                      |

### 校本部／氹仔校區
1981年隨東亞大學開學而啟用。隨後大豐樓、何賢會議中心、文化中心先後落成啟用，組成早期東亞大學的校園。其中何賢會議中心是東亞大學圖書館的所在地。
1985年，國家教育委員會把九龍壁贈予東亞大學，及後為該校的地標之一。
2014年8月19日，高等教育輔助辦公室主任蘇朝暉透露，以月租型式租予私立的澳門城市大學。
2014年8月22日，澳門大學正式遷往橫琴新校區，澳門大學舊校園隨即成為歷史，並將該校園交回澳門特區政府管理。
2014年11月14日，澳門特別行政區政府高等教育輔助辦公室宣佈行政長官決定澳大舊址各項設施進行分配。澳門城市大學獲分配行政樓、何賢會議中心、王寬誠樓、蔡繼有樓、何鴻燊樓、中葡樓、文化中心、第一座宿舍，面積合共37,644平方米。
城大校本部是在2015年8月12日遷入，由行政樓、大豐樓、中葡樓、何賢會議中心、王寬誠樓、文化中心、蔡繼有樓、何鴻燊樓、第一座（職員宿舍）共8幢建築物組成，總面積約38,000平方米，由此东亚大学原址部分地方（澳門大學舊校園）成为澳门城市大学的办学主体。並於同年9月14日正式開學，9月16日舉行校本部啟用後首個開學禮。由於屬私立高校，因此需向政府支付大樓的使用租金及簽署績效協議。
2023年3月28日，位於鄰近現時主校部、氹仔東北馬路1061號地下的學生活動中心正式啟用。中心內提供學習、團隊活動和健身等設施。

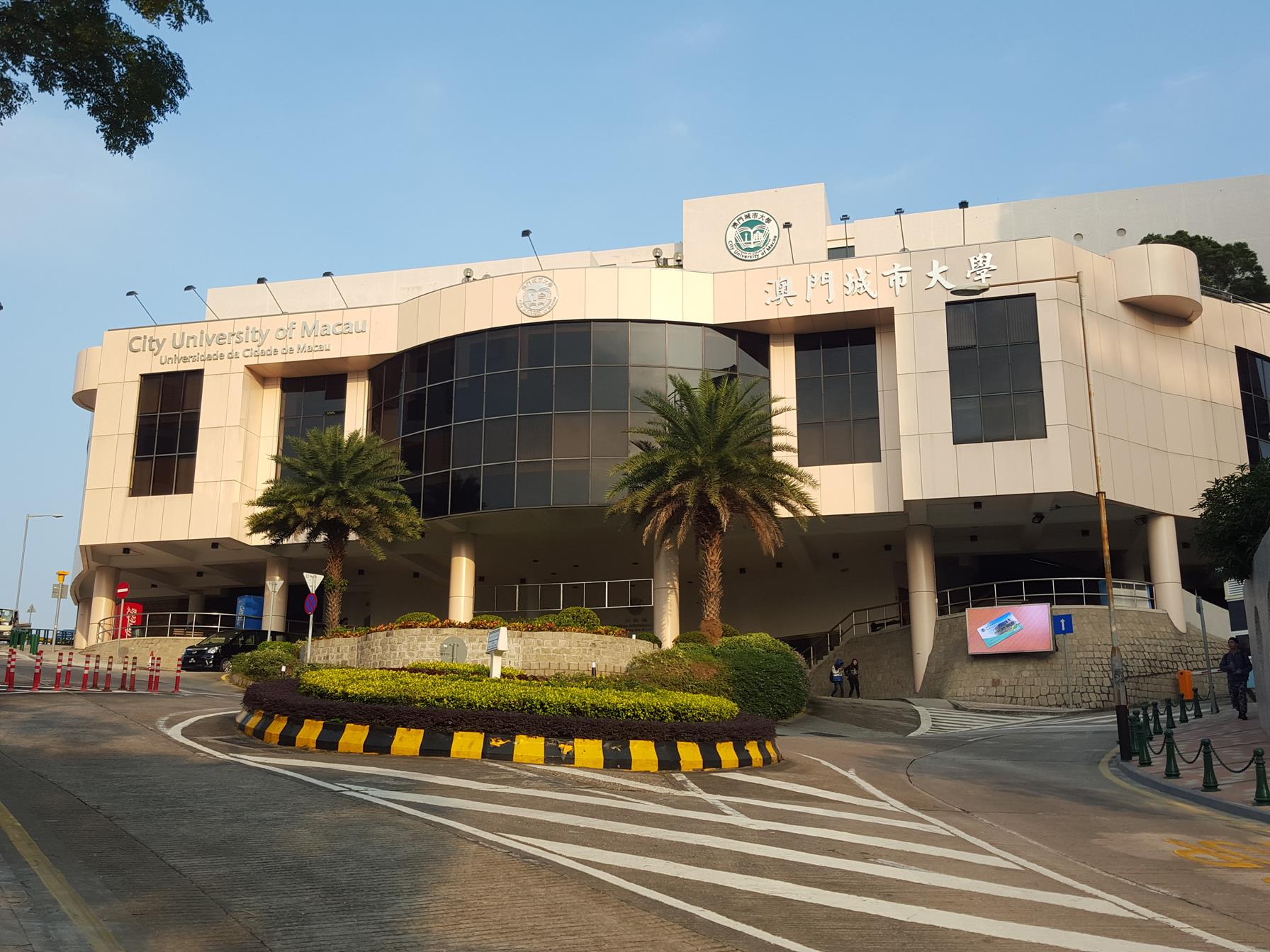
澳門城市大學行政樓
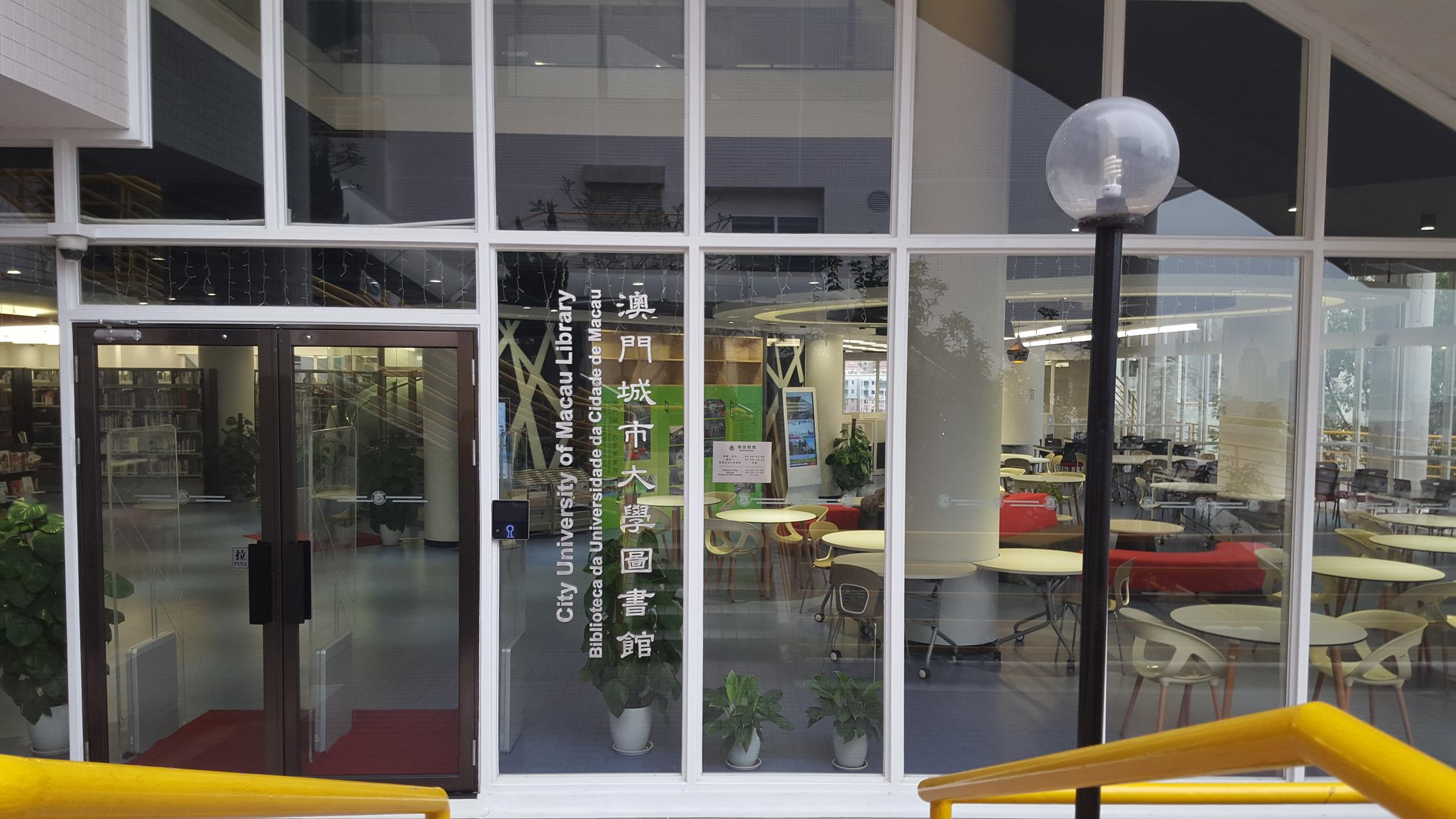
澳門城市大學圖書館
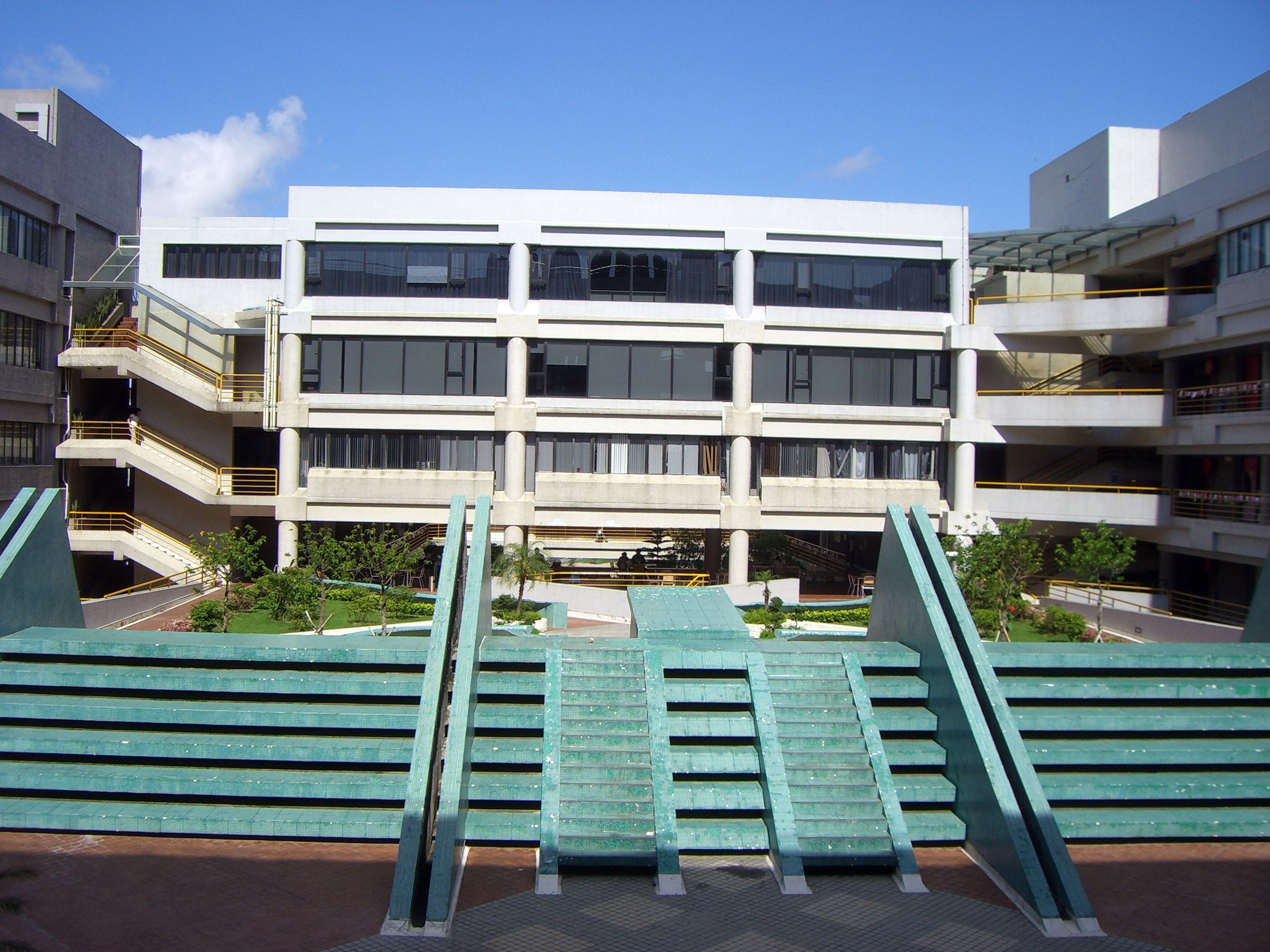
大豐樓
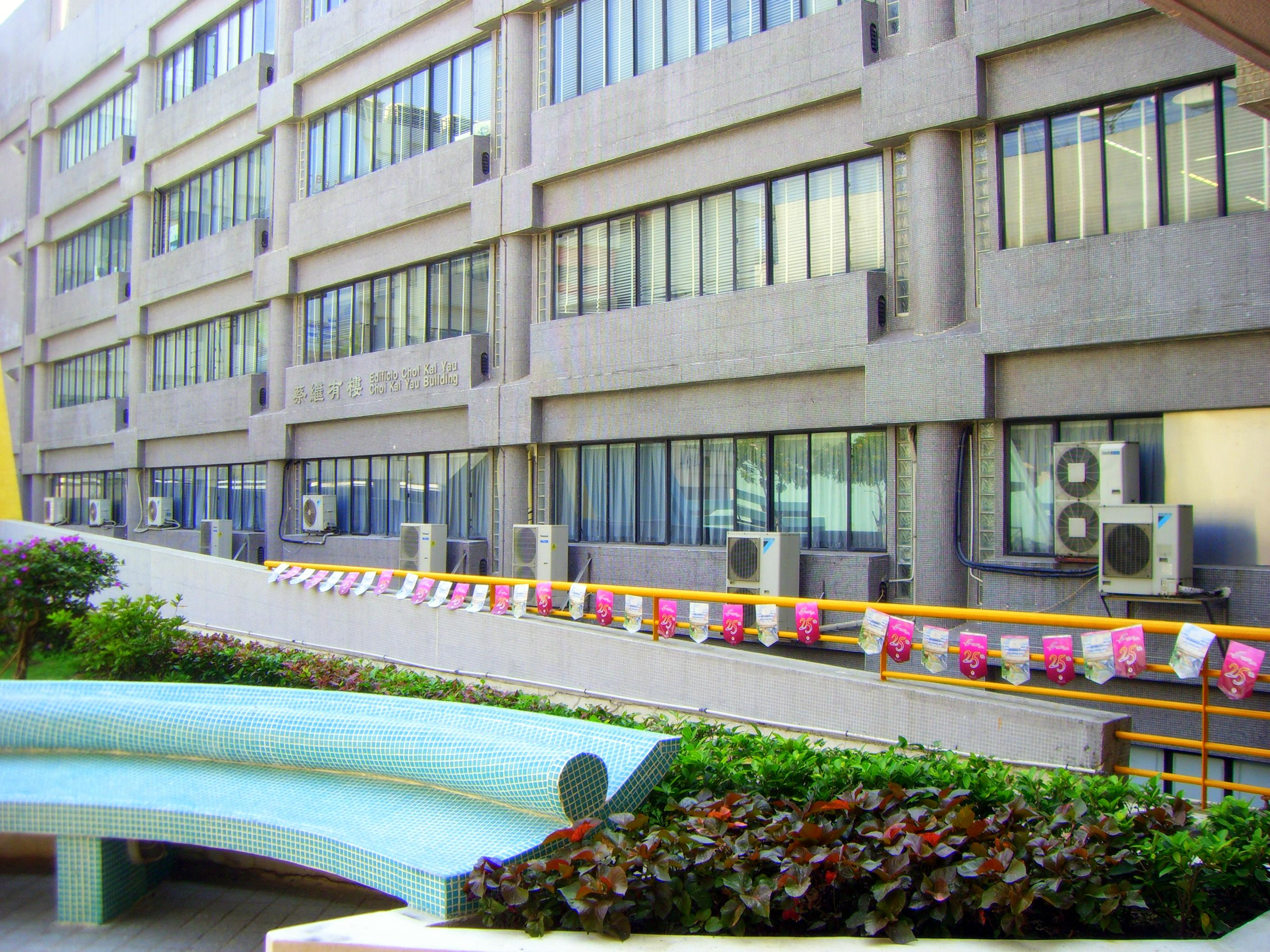
蔡繼有樓
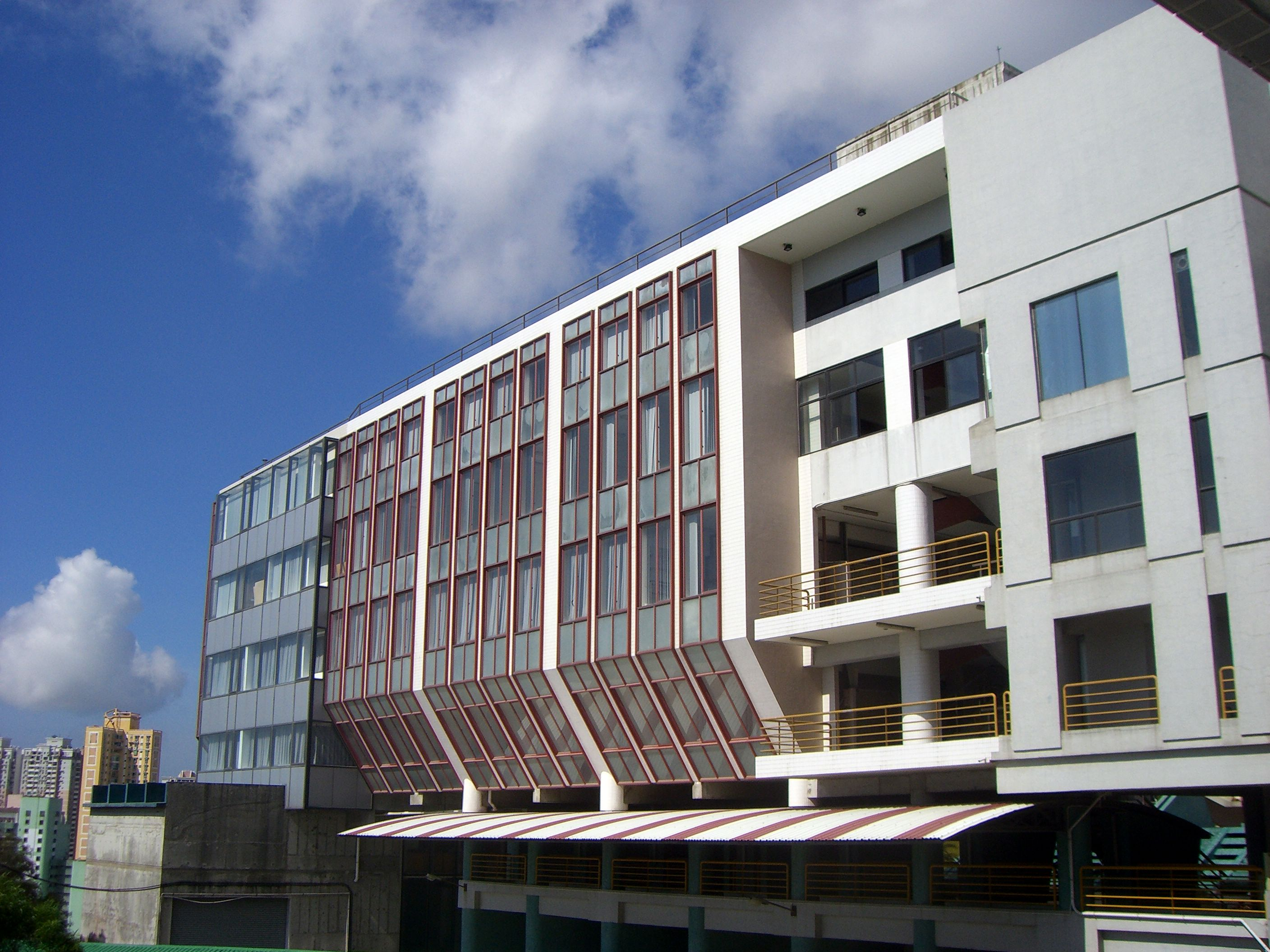
何鴻燊樓
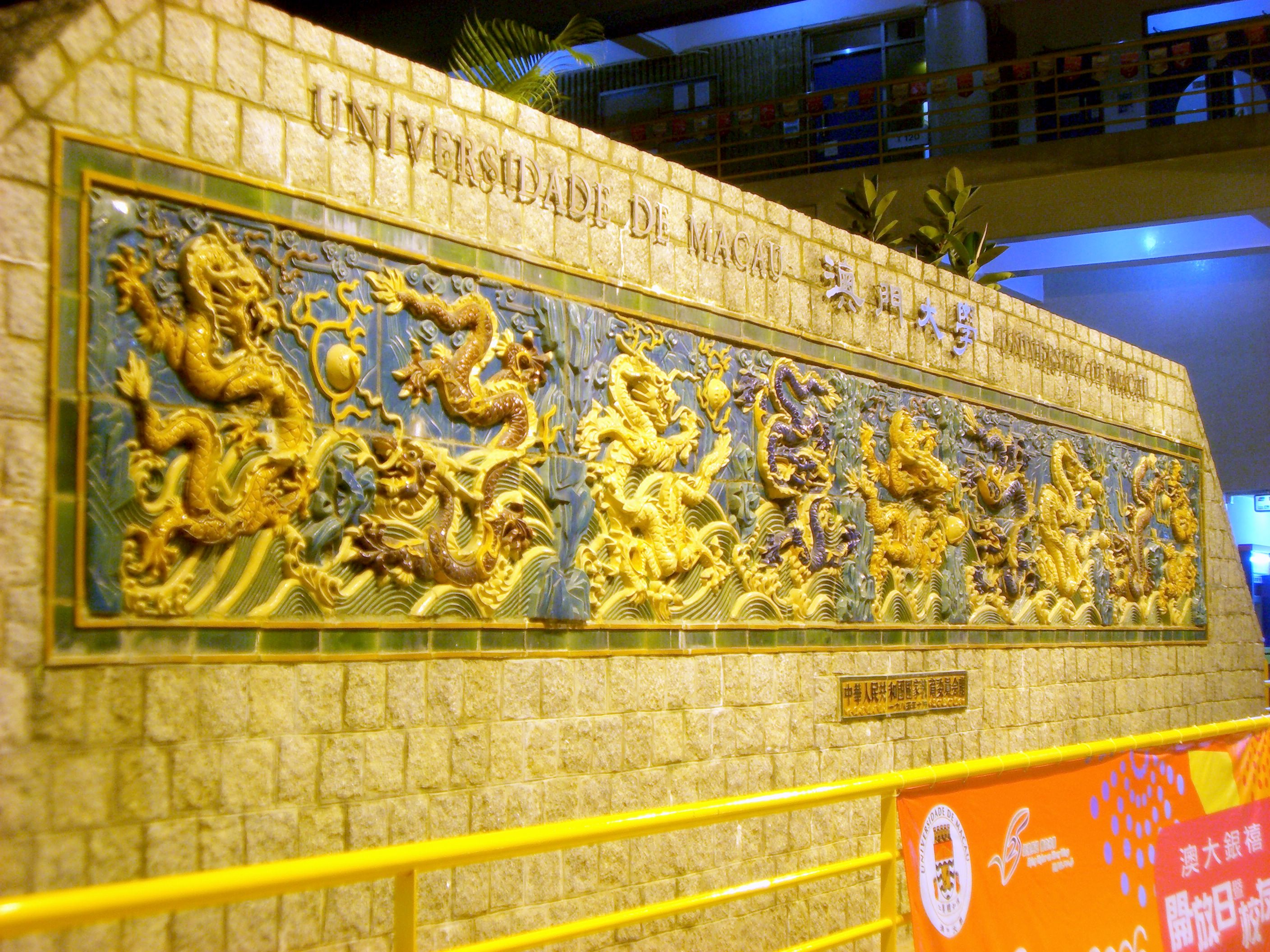
九龍壁

### 新校園建設計劃

#### 第一次
2015年，城大校董會主席陳明金表示，正積極尋找地方擴建新校區。選址地點有幾個地方，原本是申請希望在路環找地方，來辦學校，但是政府有關部門回應，新地由於考古問題暫停。

校方計劃興建的新校舍可容納6,000個全日制學生，為了應付未來的需求，不排除申請在橫琴建新校舍。城市大學全日制學生約1,700人，在政府還沒有土地批准之前，學校仍在積極找地。表示辦學是為了替社會培養人才，未來不排除仿傚澳門大學，把校址遷往橫琴，讓學校可以招收更多的學生，為培育人才而努力。
隨着澳門政府批淮城大租借部分澳門大學原址而暫時擱置計劃。

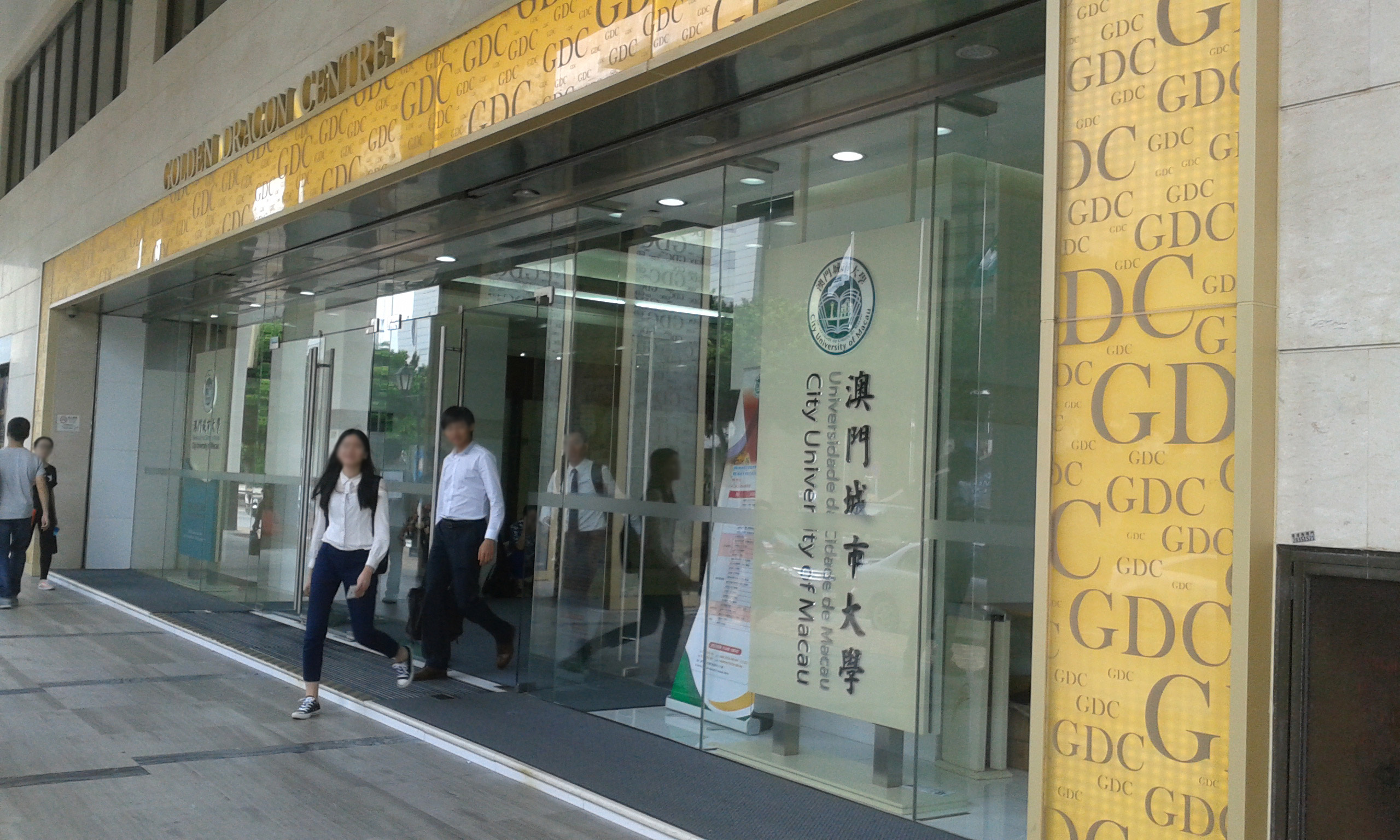
金龍校區
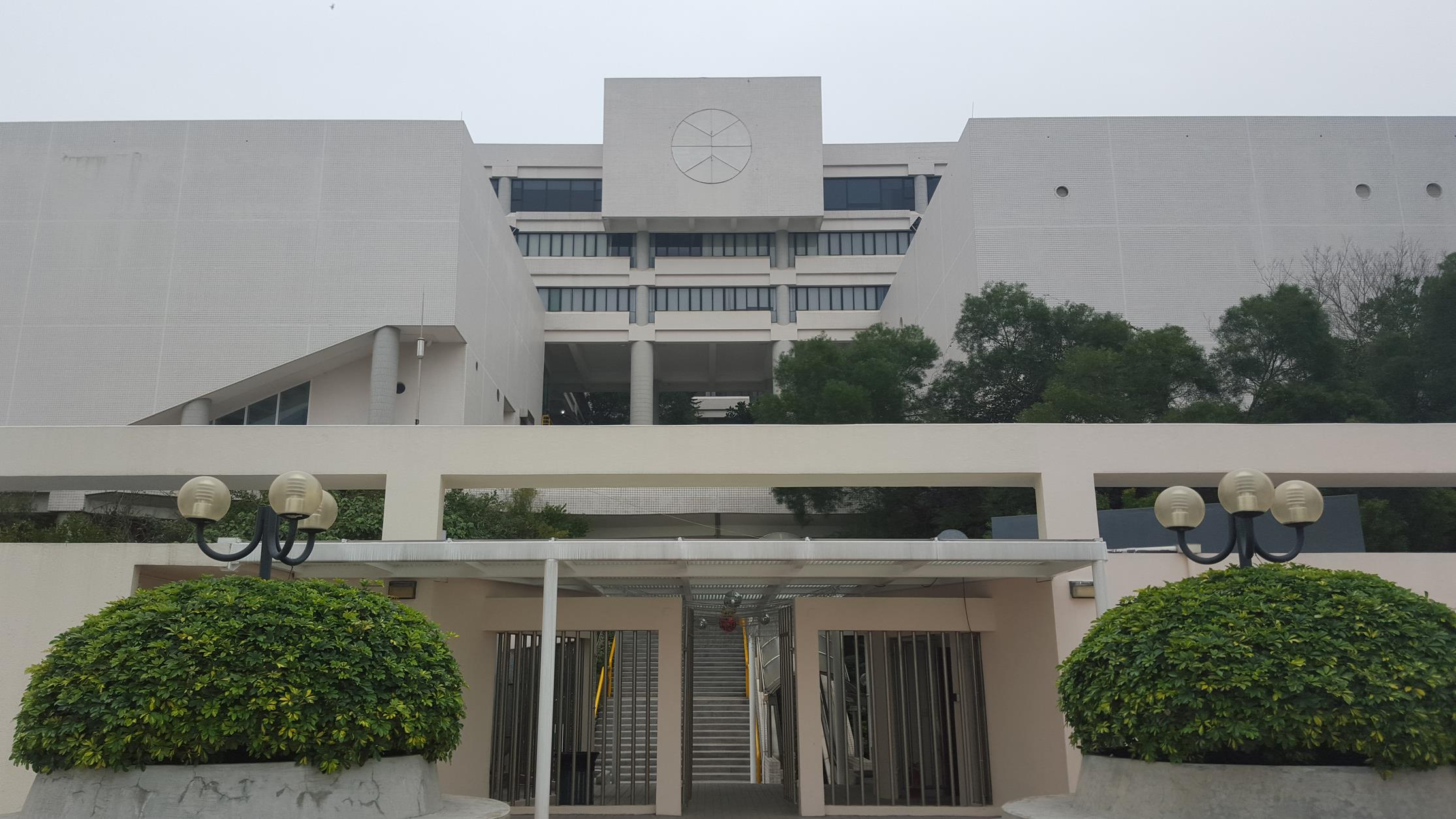
大豐樓

#### 第二次
2024年2月1日，城大與教育及青年發展局簽訂意向書，表示有意向政府申請批給土地，計劃以自資模式建設新校園，並在城大遷入新校園後，無償交還氹仔舊校舍。
2024年6月2日，城大舉行2023／2024學年畢業典禮，校長劉駿透露新校舍計劃打造成智慧化校園，有別與傳統學校，澳門城市大學基金會的專責小組就興建新校舍物色合適選址，所以籌備工作需時並未有具體地址，希望貼合澳門和澳城大未來發展的需求，如有選址將適時公布。
2024年11月5日，澳門政府宣布啟動土地批給程序，將路環一幅國有土地無償授予澳門城市大學基金會，用以興建澳門城市大學新校舍，現有的氹仔校舍會在新校舍完工後交還政府。

## 校訓
「明德、博學、尚行」 - 博文明理、厚德濟世、身體力行。

「明德」是指大學之道，「博學、尚行」是指實現明德的途徑。

育人為本、德育為先。我們培養的是理論、實踐、技能融為一體的，知行合一、實幹興邦的人才：高遠境界、高尚品德、厚重文化、廣博知識、勤於實踐、行動能力。

## 教學及學術單位
澳門城市大學現設商學院、數據科學學院、金融學院、人文社會科學學院、創新設計學院、國際旅遊與管理學院、教育學院、法學院、葡語國家研究院等9個學院，涵蓋文、理、法、管、商、金融、教育、艺术、設計、心理等学科门类课程。共提供11個學士學位、19個碩士學位、14個博士學位的逾40種中英文制課程。大學也設立了教育部人文社科重點研究（夥伴）基地—澳門社會經濟發展研究中心、經濟研究所、澳門教育發展研究所、旅遊博彩研究所、葡語國家研究院、數據科學研究院、心理分析研究院、澳門“一帶一路”研究中心、亞太商務研究中心、藝術教育研究中心及外語教育研究中心等11個研究機構。
| 人文社會科學學院 （页面存档备份，存于） | 商學院 （页面存档备份，存于）                                               | 教育學院 （页面存档备份，存于） | 创新设计學院 （页面存档备份，存于）                                               |
| --- | --------------------------------------------------------------------------- | --- | --------------------------------------------------------------------------------- |
| - 文化產業研究課程 （页面存档备份，存于） - 文化產業管理課程 （页面存档备份，存于） - 社会工作学課程 （页面存档备份，存于） - 社会科學課程 （页面存档备份，存于） | - 工商管理课程                                                              | - 教育學課程 （页面存档备份，存于） | - 设计艺术課程 （页面存档备份，存于） - 城市規劃與設計課程 （页面存档备份，存于） |
| 法學院 （页面存档备份，存于） | 金融學院 （页面存档备份，存于）                                             | 國際旅遊與管理學院 （页面存档备份，存于） | 藝術教育研究中心 （页面存档备份，存于）                                           |
| - 法學課程 （页面存档备份，存于） | - 应用经济学課程 （页面存档备份，存于） - 金融学課程 （页面存档备份，存于） | - 國際款待與旅遊業管理學士學位（中文學制） （页面存档备份，存于） - 國際款待與旅遊業管理學士學位（英文學制） （页面存档备份，存于） - 服務業管理學士學位課程（中文學制） （页面存档备份，存于） - 服務業管理學士學位課程(英文學制) - 智能科技與服務學士學位課程 (中文學制) | - 藝術學課程 （页面存档备份，存于）                                               |
| 葡语国家研究院 （页面存档备份，存于） | 心理分析研究院 （页面存档备份，存于）                                       | 数据科学研究院 （页面存档备份，存于） | 外語教育與研究中心 （页面存档备份，存于）                                         |
| - 葡语国家研究課程 | - 应用心理學課程 （页面存档备份，存于）                                     | - 数据科學課程 （页面存档备份，存于） |                                                                                   |
| 澳門社會經濟發展研究中心 （页面存档备份，存于） | 經濟研究所 （页面存档备份，存于）                                           | 澳門教育發展研究所 （页面存档备份，存于） | 智慧旅遊研究所 （页面存档备份，存于）                                             |
| |                                                                             | |                                                                                   |
| 图书馆 | 澳門世界記憶學術中心                                                        | 澳門“一帶一路”研究中心 | 繼續教育學院                                                                      |
| 研究生院 （页面存档备份，存于） | 通識教育部 （页面存档备份，存于）                                           | 公開學院 | 亞太商務研究中心                                                                  |

## 排名
| 名目或單位                                | 年份 | 排名  |
| ----------------------------------------- | ---- | ----- |
| 上海軟科教育信息諮詢公司                  | 2020 | 89    |
| 上海軟科教育信息諮詢公司                  | 2022 | 51-75 |
| Webometrics Ranking of World Universities | 2022 | 4181  |
| SCImago Institutions Rankings             | 2022 | 765   |

## 合作夥伴
澳門城市大學與遼寧大學和海外多所知名大學簽訂交流合作協議，以交流資訊，與海外學府進行師資及學生交流活動，以及提供海外教育機構交流合作機會。
2023年12月，由澳門城市大學倡議，聯合香港都會大學、深圳大學及廣州大學发起的都會型大學全球聯盟成立。

## 外部連結
- 澳門城市大學 （页面存档备份，存于）